# زیردریایی یو-۶۲۷
زیردریایی یو-۶۲۷ (به انگلیسی: German submarine U-627) یک زیردریایی است که طول آن ۶۷٫۱ متر (۲۲۰ فوت ۲ اینچ) می‌باشد. این زیردریایی در سال ۱۹۴۲ ساخته شد.